# مصطفى أبي
مصطفى أبي  (بالتركية: Mustafa Abi)‏ مواليد 2 يناير 1979، هو لاعب كرة سلة تركي بدأ مسيرته الاحترافية في سنة 1995. يبلغ طوله 6 قدم 6 بوصة (2.0 م).

## روابط خارجية
- مصطفى أبي على موقع الاتحاد الدولي لكرة السلة (الإنجليزية)
- مصطفى أبي على موقع الدوري الأوروبي لكرة السلة (الإنجليزية)
- مصطفى أبي على موقع كرة السلة الأوروبية.كوم (الإنجليزية)
- مصطفى أبي على موقع ريلجم (الإنجليزية)
- مصطفى أبي على موقع بروبوليرز (الإنجليزية)
- مصطفى أبي على موقع سبورتس رفرنس (الإنجليزية)